# جيمس براون وينستون
جيمس براون وينستون (بالإنجليزية: James Brown Winston)‏ هو سياسي أمريكي، ولد في 26 مايو 1820، وتوفي في 1884.